# Matthew F. McHugh

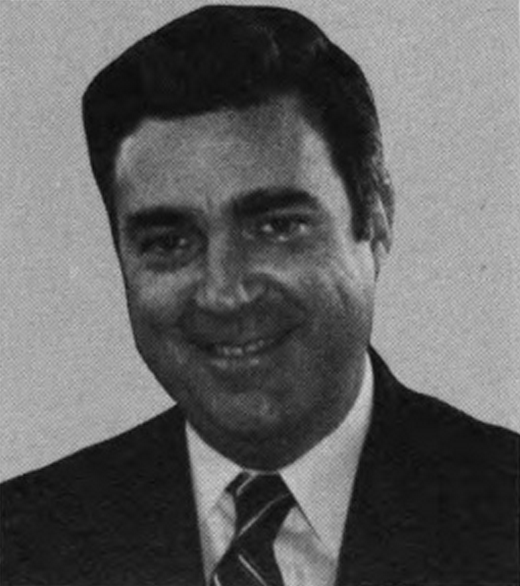
Matthew F. McHugh

Matthew Francis McHugh (* 6. Dezember 1938 in Philadelphia, Pennsylvania) ist ein US-amerikanischer Politiker. Zwischen 1975 und 1993 vertrat er den Bundesstaat New York im US-Repräsentantenhaus.

## Werdegang
Matthew Francis McHugh besuchte die St. Thomas Aquinas Elementary School in Brooklyn. 1956 graduierte an der Brooklyn Technical High School. Seinen Bachelor of Science machte er 1960 am Mount St. Mary’s College in Emmitsburg (Maryland) und seinen Juris Doctor 1963 an der Villanova Law School in Villanova (Pennsylvania). Nach dem Erhalt seiner Zulassung als Anwalt 1964 begann er in New York City zu praktizieren. 1968 war er Staatsanwalt (city prosecutor) in Ithaca und zwischen 1969 und 1972 Bezirksstaatsanwalt im Tompkins County. Politisch gehört er der Demokratischen Partei an. Zwischen 1972 und 1974 saß er im New York State Democratic Committee.
Bei den Kongresswahlen des Jahres 1974 für den 94. Kongress wurde McHugh im 27. Wahlbezirk von New York in das US-Repräsentantenhaus in Washington, D.C. gewählt, wo er am 4. Januar 1975 die Nachfolge von Howard W. Robison antrat. Er wurde dreimal in Folge wiedergewählt. 1982 kandidierte er im 28. Wahlbezirk von New York für den 98. Kongress. Nach einer erfolgreichen Wahl trat er am 4. Januar 1983 die Nachfolge von Samuel S. Stratton an. Er wurde viermal in Folge wiedergewählt. Da er auf eine erneute Kandidatur 1992 verzichtete, schied er nach dem 3. Januar 1993 aus dem Kongress aus.
Er lebt derzeit in Falls Church (Virginia).